# Телефон містера Герріґена
«Телефон містера Герріґена» або «Телефон містера Харрігана» (англ. Mr. Harrigan's Phone) — перша з чотирьох повістей, що увійшли до збірки «Якщо кров тече» американського письменника Стівена Кінга.
Однойменний фільм-адаптація вийшов на Netflix у жовтні 2022 року.

## Анотація
Лотерейні квитки не завжди приносять щастя. Увесь свій виграш Крейґ витратив на «айфон» останнього покоління. І, не приймаючи жодних відмов, подарував його доброму другові — літньому мільярдерові, містеру Герріґену. Але згодом чоловік помирає. Того ж вечора Крейґ отримує повідомлення із кількома буквами. SMS надійшло з номера містера Герріґена…

## Сюжет
Розповідь йдеться від головного героя Крейґа, який почав працювати на містера Герріґена ще в 2004 році, після зустрічі з ним та його батьками у церкві. Зазвичай робота складалась з читання літератури та поливання квітів у його домі, що складала п'ять доларів на годину. На додачу до цього Герріґен надсилав листівки на свята з лотерейними квитками. На Різдво 2007 року, батько дарує синові Айфон першого покоління – і життя того змінюється назавжди. Одного разу хлопець виграє джекпот з чергового квитка, і старий пропонує вкласти дитині частину грошей виграшу у акції Еппл. Згодом хлопець робить подарунок містеру, придбавши і тому Айфон. Крейґ розповідає про переваги нового телефону, але старого це спочатку не цікавить. Варто лиш показати застосунок з акціями та браузер, як Герріґен змінює свою думку, до цього цитуючи Генрі Торо: "Не ми володіємо речами, а вони – нами". У червні 2009, як зазвичай, Крейґ заходить до містера Герріґена, і помічає його мертвим. Той бере смартфон собі як на згадку. На похороні, коли вже всі розійшлись, хлопець швидко вкидає телефон до кишені костюму, у який похований старий. Крейґ зустрічається з Чарльзом Рафферті – знайомим Герріґена – який приготував листа для малого, який готував старий перед смертю. У ньому повідомляється, що хлопцеві він лишив 800 тисяч доларів на освіту. Вночі хлопцеві приходить повідомлення від мертвого, і той хоче, щоб старого розкопали, сподіваючись, що він насправді живий; але батько пояснює синові, що це неможливо, що телефон могли взламати, і хлопець заспокоюється. У вересні Крейґ переходить до середньої школи, де стикається з Кенні Янко, який на танцювальному балі поб'є його. Поки номер телефону Герріґена дійсний, хлопець залишає йому як завжди голосове повідомлення, цього разу розповідаючи про поганця зі школи. Вранці Кенні знаходять мертвим. Але Крейґ розуміє, що хлопець навряд чи спромігся б на самогубство... 
У кінці твору Крейґ вже дорослий і поступив на журналістику. Тато дзвонить йому, щоб повідомити, що його добра вчителька з середньої школи із чоловіком потрапили в аварію, так і не доїхавши на відпустку. Юнак дізнається, що в аварії винуватий Дін Вітмор. Згадуючи, що в шухляді лежить той самий перший Айфон, Крейґ дзвонить містеру Герріґену, дивуючись, як досі працює його номер та телефон. Він залишає голосове повідомлення, бажаючи смерті вбивці міс Гарґенсен. Після суду і вироку, у психлікарні Діна знаходять мертвим. Врешті-решт дорослий Крейґ вирішує покінчити з цим ділом, розтрощивши старий телефон, після ще одного повідомлення від старого.

## Переклад українською
Переклад з англійської здійснив Віталій Ракуленко для видавництва «Клуб Сімейного Дозвілля» у 2021 році.